# Тюменский областной комитет КПСС

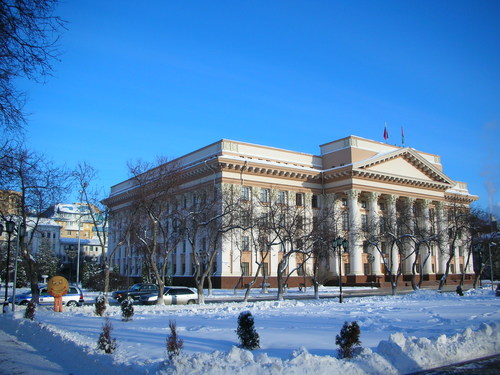
Здание Тюменского обкома КПСС с 1955 по 1991 гг.

Тюменский областной комитет Коммунистической Партии Советского Союза (до 1952 — ВКП(б)) —высший партийный орган регионального управления КПСС на территории Тюменской области. Существовал с 1944 года по 23 августа 1991 года.

## История
Тюменский областной комитет ВКП(б) появился 14 августа 1944 года, одновременно с образованием Тюменской области. Первым секретарём был назначен Фёдор Чубаров. 2 сентября 1944 года состоялось заседание бюро обкома ВКП (б), на котором решались в основном организационные вопросы, связанные с функционированием партийных и советских органов области. В частности, рассматривались вопросы размещения работников обкома и их семей в областном центре.
На первой областной партийной конференции (проходившей с 17 по 19 февраля 1945 года), были утверждены структура и кадровый состав областной партийной организации. 18 марта 1948 года постановлением ЦК ВКП (б) в рамках бюро обкома, была образована партколлегия, на которую были возложены апелляции.
В 1952 году, в связи с принятием нового Устава партии, Тюменский обком ВКП (б) был переименован в обком КПСС.
В 1962 году в рамках экономической и партийной реформ, проводимых Н. С. Хрущёвым, областной комитет был разделён на промышленный и сельскохозяйственный. В 1964 году,вскоре после снятия Н. С. Хрущёва с должности первого секретаря ЦК КПСС, промышленный и сельскохозяйственные обкомы были вновь объединены. Руководителем объединённого обкома стал Борис Щербина (до этого руководивший сельскохозяйственным обкомом). 18 декабря 1973 года первым секретарём обкома КПСС стал Геннадий Богомяков — дольше других руководивший обкомом (до 18 января 1990 года).
На XXII областной партконференции первый секретарь и состав бюро обкома впервые был избран путём демократических выборов. Последним руководителем областного комитета КПСС стал Владимир Чертищев. В том же году обком вошёл в состав образованной 19 июня 1990 года КП РСФСР (структурного подразделения КПСС).
23 августа 1991 года, вскоре после августовского путча, деятельность Тюменского областного комитета КПСС была приостановлена, первый секретарь смещён со своей должности, вечером того же дня здание обкома КПСС было опечатано, а 25 августа национализировано и через месяц передано администрации Тюменской области, фактически ставшей его преемником. 6 ноября 1991 года на основании указа президента РСФСР Б. Н. Ельцина обком был ликвидирован.

## Первые секретари Тюменского Обкома ВКП(б)—КПСС
- Чубаров, Фёдор Михайлович (14 августа 1944 — 1 сентябрь 1949)
- Афонов, Иван Ильич (1 сентябрь 1949 — 24 ноября 1951)
- Горячев, Фёдор Степанович (24 ноября 1951[6] — 20 декабря 1955[7])
- Косов, Василий Владимирович (20 декабря 1955 — 6 мая 1961 [8])
- Щербина, Борис Евдокимович (6 мая 1961 — январь 1963)(декабрь 1964 — 18 декабря 1973)
- Богомяков, Геннадий Павлович (18 декабря 1973 — 18 января 1990)
- Китаев, Виктор Васильевич (и. о. 19 января[9] — 26 апреля 1990)
- Чертищев, Владимир Сергеевич (26 апреля 1990 — 23 августа 1991)

## Вторые секретари Тюменского Обкома ВКП(б)—КПСС
- Горячев, Фёдор Степанович
- Игнатов, Игорь Петрович
- Щуров, Фёдор Петрович
- Чиков, Павел Степанович
- Протазанов, Александр Константинович
- Богомяков, Геннадий Павлович
- Шмаль, Геннадий Иосифович
- Телепнёв, Пётр Максимович
- Голощапов, Григорий Михайлович

## Структура Тюменского Обкома ВКП(б)—КПСС

### Отделы обкома КПСС
- Административный;
- Военный;
- Лёгкой и пищевой промышленности;
- Лесной, деревообрабатывающей и бумажной промышленности;
- Науки и учебных заведений;
- Нефтяной, газовой промышленности и геологии;
- Общий отдел (особый сектор);
- Отдел организационно-партийной и кадровой работы;
- Планово-торгово-финансовый;
- Промышленности по переработке сельскохозяйственного сырья и торговле;
- Отдел промышленности;
- Отдел агитации и пропаганды (идеологический отдел);
- Рыбной промышленности;
- Отделом сельского хозяйства и пищевой промышленности;
- Строительства;
- Торговли и бытового обслуживания;
- Транспортный;
- Финансово-хозяйственным;
- Школ (науки и учебных заведений);
- Социально-экономический.

### Комиссии обкома КПСС
- Организационно-партийной и кадровой работы;
- Идеологическая;
- Социально-экономического развития;
- Аграрная.

## Здание

### История строительства
После окончания Великой Отечественной войны в стране началось не только восстановление разрушенного, но и новое монументальное  строительство, в том числе в центрах городов. Распоряжением Совета Министров РСФСР и приказом Управления по делам архитектуры при Совете Министров РСФСР (1951 год) предусматривалась разработка типовых проектных заданий, облегчавших задачу быстрого возведения административных зданий.
15 января 1952 года бюро Тюменского обкома ВКП(б) постановило: «Принять проектное задание по строительству административного здания обкома ВКП(б), разработанное Ленинградским отделением института проектирования городов с замечаниями Управления по делам архитектуры при Совете Министров РСФСР». Проект разработал Дмитрий Николаевич Лысогорский. Строительство началось в июле 1952 года, его сметная стоимость на 1 января 1950 года составила 10 313,96 тыс. руб.
Строительство почти 5 лет вели  тюменские строители, оно было принято в эксплуатацию 25-30 октября 1956 года, обком переехал в него в 1957 году.